# Арменска апостолическа църква
Арменската апостолическа църква е една от древноизточните църкви, а също така и една от най-старите християнски църкви. Християнството е донесено в Армения от апостолите Вартоломей и Тадей, поради което се нарича апостолическа.
Армения първа приема християнството за официална държавна религия през 301 година от светеца Григорий Просветител († 335 г.), чийто син и негов приемник Аристакес участва в Първия вселенски събор. В своята догматика той се осланя на решенията от трите първи вселенски събора и се придържа към христологията на свети Кирил Александрийски (така нареченото миафизитство). На Четвъртия вселенски събор Арменската апостолическа църква не участва по обективни причини и решенията, взети на този събор, арменската църква не признава. В периода 491 – 536 г. Армения окончателно се отделя от Византия. Арменската църква има седем тайнства, почита Богородица и иконите. В днешно време Арменската апостолическа църква има 5 епархии в Армения и няколко в Америка, Азия, Европа и Австралия.

## Християнски проповеди в Армения през 1 – 3 век
Сведенията, отнасящи се до най-древния период от историята на Арменската църква са малочислени. Като основна причина за това е факта, че арменската писменост е създадена едва през 5 век. Историята от първите векове на съществуването на Арменската църква се предавала устно от поколение на поколение и чак през 5 век е записана в историографската и църковната литература.
Много исторически свидетелства (на арменски, сирийски, гръцки и латински език) потвърждават, че християнството идва по арменските земи чрез проповедите на светите апостоли Тадей и Вартоломей, които са явяват и основатели на Църквата в Армения.
Според Свещеното предание на Арменската църква след Възнесението на Спасителя един от Неговите ученици, апостол Тадей, отишъл в Едеса, където изцелил от проказа царя на Осроени Авгар, ръкоположил Адея в епископски сан и се отправил във Велика Армения, като проповядвал Словото Божие. Сред множеството негови последователи, които приели християнството, била и дъщерята на арменския цар Санатрук Сандухт. Заради своята християнска вяра, апостол Тадей заедно с царската дъщеря и други свои последователи, приели мъченическа смърт.
Няколко години по-късно, на 29-годишнината от управлението на Санатрук, апостол Вартоломей идва в Армения след няколкогодишни проповеди в Персия. Той убедил много свои последователи да приемат християнството, сред които била и сестрата на царя, а също и много аристократи. След заповед на цар Санутрак апостол Тадей приема мъченическа смърт в град Аребанос, който е разположен между езерата Ван и Урмия.
До наши дни е оцелял фрагмент от историческо съчинение, описващо мъченичеството на първите християни в Армения в края на 1 и началото на 2 век. Авторът се позовава на „Словото на Татиан“ (2 век), което е било добре запознато с историята на апостолите и първите християнски проповедници. Според това писание, след мъченическата смърт на апостол Тадей неговите ученици начело с Хрюсий, бивш римски посланик, се установяват в изворите на река Ефрат, в дефилето Цахкеац. След възкачването на престола на цар Арташес тези първи арменски християни идват в царския дворец и започват да проповядват Евангелието.
След продължителни военни кампании на Изток, цар Арташес моли проповедниците отново да дойдат в двореца му и да продължат да беседват за Христос. В отсъствието на царя арменските християни покръстват някои алански придворни на царица Сатеник. Заради това те са осъдени на мъченическа смърт от синовете на царя. Покръстените алански князе напускат двореца и се заселват на склоновете на планината Джрабашх, където живеят в продължение на 44 години, след което по заповед на аланския цар приемат мъченическа смърт.
През 1 век за разпространението на християнството в Армения способстват редица външни и вътрешни фактори. Така например, в това време християнство получава широко разпространение в съседните на Армения страни: Кападокия, Осроени и Адиабене. Търговията, политическите и културни връзки с тези страни създават благоприятни условия за разпространението на християнството в Армения.
Освен това през 1-3 век Малка Армения е част от римската провинция Кападокия, и съвсем естествено християнството е могло да се разпространи чрез Малка Армения във Велика Армения.
Важна предпоставка за разпространението на християнството е съществуването в Армения на еврейски колонии. Както е известно, първите християнски проповедници обикновено започвали своята проповедническа дейност именно в тези места, в които се намирали еврейски общини. Така апостол Тадей, докато бил в Едеса, отседнал в дома на еврейския велможа Тубий. Еврейските общини съществували в главните градове на Армения: Тигранакерт, Арташат, Вагаршапат и др.
Тертулиан в книгата „Против юдеите“, написана през 197 година посочва народите, приели християнството: парти, лидийци, фригийци, кападокийци и упоменава и арменците. Това свидетелство потвърждава и свети Августин († 430) в своето съчинение „Против манихеите“.
В края на 2 и началото на 3 век християните в Армения са преследвани от царете Вагарш II (186 – 196), Хосров I (196 – 216) и техните приемници. Тези гонения описва Кападокийският и Кесарийски епископ Фирмилиан (230 – 268) в своята книга „История и гонения на Църквата“.
Евсевий Кесарийски упоменава в писмо до Дионисий Александрийски „за покаяние към братята в Армения, където епископ е Меружан“. Писмото се датира от 251 – 255 г. Така към средата на 3 век в Армения съществува организирана и призната от Вселенската Църква християнска община.

## Покръстването на арменците
През 301 цар Тиридат III провъзгласява християнството за държавна религия. По този начин арменският цар цели религиозно разграничаване на Армения от сасанидски Иран, който се стреми да подчини съседна Армения. Първостепенна роля в покръстването има Григорий Просветител, който е и първият католикос на арменската църква (302 – 326).
През 303 е построена катедралата в Ечмиадзин (близо до Ереван), която се превръща в религиозен център за всички арменци и местопребивание на върховния патриарх и католикос на всички арменци.
По името на първия католикос Григорий Арменската апостолическа църква понякога се нарича и григорианска.

## Догматически особености на Арменската Църква
Догматическото богословие на Арменската Църква се основава на ученията на великите отци на Църквата 4 – 5 век: Св. Атанасий Александрийски (†370), Св. Василий Велики (†379). Св. Григорий Богослов (†390), Св. Григориий Нисийски (†394), Св. Кирил Александрийски (†444) и др., а също и на догмите, приети на Никейския (325 г.), Цариградския (381 г.) и Ефеския (431 г.) вселенски събор. Освен христологическия въпрос за двете природи на Христос – божествена и човешка, останалото учение на Арменската Църква напълно съответства на вероучението на Православната Църква.
Състоялият се през 451 г. в Халкидон Четвърти вселенски събор внася разкол в Христовата Църква. Като последствие от този разкол е отчуждеността между Арменската и Византийската Църква, между които дотогава съществували тесни връзки. Така в началото на 4 век Арменската църква официално осъжда определението на вярата от Четвъртия вселенски Халкидонски събор. Православните Църкви от своя страна обвиняват Арменската Църква в ереса на монофизитството. Въпреки това Арменската Църква, както и Четвъртият вселенски събор, осъжда Евтихий, учителя на монофизитската ерес, а неговия защитник Диоскор Александрийски не е причислен към ликовете на светците.
В Новия Завет се говори, че Божественият Логос, родил се от Пресвета Богородица, приема съвършена човешка същност. Според него Църквата утвърждава истинното въплъщение на Христа, като опровергава докетите (еретическо учение, отхвърлящо истинността на въплъщението на Христа) и арианите, които отхвърлят Неговата Божественост.
Представителите на Антиохийската школа – Диодор Тарсийски и Теодор Мопсуестийски – признават двете различни природи в Христос – Божественна и човешка, като противоположности, които не могат да бъдат съединени, но са слети в едно. Представителите на Александрийската школа, предвождани от архиепископа на Александрия Св. Кирил Александрийски (†444) се основава на ученията на Св. Атанасий (†370) и кападокийските отци Св. Василий Велики (†379), Св. Григорий Богослов (†390) и Григорий Нисийски (†394), според които „двете природи са съединени, но след съединението делението на две естества няма мяста, тъйкато се вярва, че е една природата на Сина“ (PG 72, 192 – 193, Epist. 40).
Третият вселенски събор, състоял се в Ефес през 431 година, осъжда учението на последователя на Антиохийската школа Нестор, който не признава Пресвета Богородица и изповядва съществуването на две самостоятелни природи, а следователно, двете лица в Христа. Няколко години след това архимандрит от един от цариградските манастири Евтихий проповядва, че „Господа наш се състои от две естества преди съединението, а след него има само едно естество“.

## Между Русия, Турция и Иран
След като Армения загубва своята държавност през 14 век Арменската апостолическа църква остава единствената централизирана национална организация.
През 1441 г. Ечмиадзинската катедрала отново става резиденция на главата на Арменската апостолическа църква.
През 17 – 18 век се засилват връзките на арменците с Руската империя, от която те очакват помощ в борбата им срещу османските и ирански завоеватели. Арменските католикоси подкрепят тези устремения.
При липсата на арменска държава Арменската апостолическа църква е културен и научен център. В училищата при манастирите наред с религиозните предмети се преподават риторика, граматика, философия, математика, живопис. В манастирите се преписват книги и ръкописи.
След присъединяването на Армения към Руската империя през 1828 г. царското правителство потвърждава основните привилегии на Арменската църква.
Както и другите църкви, Арменската апостолическа църква се отнася враждебно към Октомврийската социалистическа революция.
След образуването на Първата Арменска република (1918 – 1920) Арменската апостолическа църква подкрепя нейното правителство и ѝ съдейства при възстановяването на арменската държавност.
След установяването на съветската власт в Армения (1920) църквата заема лоялна позиция по отношение на Съветския съюз.

## Църковна организация
Днес Карекин II Нерсисян е върховен Патриарх на Арменската църква в Ечмиадзин – Католикос на всички арменци. Ечмиадзинската катедрала е главният Свети престол на Арменската църква.
До 1895 г. Арменската църква имала трима католикоси – един в Ечмиадзин, един в Киликия и един в Ахтамар. Последният прекратява съществуването си в 1895 г.
Днес Католикосати има в Ечмиадзин и в Киликия (днешен Ливан) които са духовни центрове на Арменската църква. Арменската църква е благословена с още два патриаршески престола, единият от които в Йерусалим, а другият – в Константинопол. Арменският патриарх в Йерусалим Негово Блаженство Торком Манугян е пазител на църковните права в Светата земя, а патриархът в Константинопол Негово Блаженство Месроб Мутафян представлява арменския народ пред правителството на Турция.
Ечмиадзинският католикосат не се подчинява в религиозно отношение на Киликийския католикосат (Антилиас). Административен център е на Йерусалимския и Цариградския патриархат и епархиите: в САЩ (Калифорнийска и Северноамериканска), в Южна Америка, в Западна Европа (център в Париж), в Близкия и Среден Изток (Ирано-азербайджанска, Техеранска, Исфаханска, Иракска и Египетска), в Далечния изток (Индийско-далекоизточна), на Балканите (Румънска, Българска и Гръцка).